# New England Patriots 1992
La stagione 1992 dei New England Patriots è stata la 23ª della franchigia nella National Football League, la 33ª complessiva e la seconda e ultima con Dick MacPherson come capo-allenatore. Dopo avere perso tutte le prime nove partite, la squadra colse le uniche due vittorie stagionali, prima di subire altre cinque sconfitte consecutive una stagione che la vide terminare col peggior record della lega, 2-14. I Patriots ottennero così la prima scelta assoluta nel Draft NFL 1993, con la quale scelsero quarterback Drew Bledsoe.
Questa fu la prima stagione sotto la proprietà di James Orthwein, che aveva acquistato la squadra da Victor Kiam per saldare un debito. Fu anche l'ultima annata con i colori e il logo originale dei Patriots (soprannominato Pat the Patriot), che vennero cambiati a partire dalla successiva.

## Calendario
| Turno | Avversario            | Risultato | Punteggio | Pubblico |
| ----- | --------------------- | --------- | --------- | -------- |
| 1     | Settimana di pausa    |           |           |          |
| 2     | at Los Angeles Rams   | S         | 0–14      | 40,402   |
| 3     | Seattle Seahawks      | S         | 6–10      | 42,327   |
| 4     | Buffalo Bills         | S         | 7–41      | 52,527   |
| 5     | at New York Jets      | S         | 21–30     | 60,180   |
| 6     | San Francisco 49ers   | S         | 12–24     | 54,126   |
| 7     | at Miami Dolphins     | S         | 17–38     | 57,282   |
| 8     | Cleveland Browns      | S         | 17–19     | 32,219   |
| 9     | at Buffalo Bills      | S         | 7–16      | 78,268   |
| 10    | New Orleans Saints    | S         | 14–31     | 45,413   |
| 11    | at Indianapolis Colts | V         | 37–34     | 42,631   |
| 12    | New York Jets         | V         | 24–3      | 27,642   |
| 13    | at Atlanta Falcons    | S         | 0–34      | 54,494   |
| 14    | Indianapolis Colts    | S         | 0–6       | 19,429   |
| 15    | at Kansas City Chiefs | S         | 20–27     | 52,208   |
| 16    | at Cincinnati Bengals | S         | 10–20     | 45,355   |
| 17    | Miami Dolphins        | S         | 13–16     | 34,726   |

## Classifiche
| AFC East             | AFC East | AFC East | AFC East | AFC East | AFC East | AFC East | AFC East |
|                      | V        | S        | P        | %        | PF       | PS       | Str.     |
| -------------------- | -------- | -------- | -------- | -------- | -------- | -------- | -------- |
| (2) Miami Dolphins   | 11       | 5        | 0        | .688     | 340      | 281      | V3       |
| (4) Buffalo Bills    | 11       | 5        | 0        | .688     | 381      | 283      | S1       |
| Indianapolis Colts   | 9        | 7        | 0        | .563     | 216      | 302      | V5       |
| New York Jets        | 4        | 12       | 0        | .250     | 220      | 315      | S3       |
| New England Patriots | 2        | 14       | 0        | .125     | 205      | 363      | S5       |